# Leonardo Salimbeni

Salimbeni: Opuscoli di geometria e balistica 1780

Leonardo Salimbeni (* 1752 in Spalato; † 1823 in Verona) war ein italienischer Mathematiker und Ingenieur. 
Salimbeni studierte an der Militärakademie in Verona  und war dort ein Schüler von Antonio Maria Lorgna, dessen Nachfolger als Leiter der Akademie er wurde, auch als diese 1798 unter Napoleon nach Modena verlegt wurde.
Bekannt ist er für frühe Beiträge zur Statik, insbesondere der Statik von Gewölben und Bögen aus Mauerwerk, worüber er 1787 ein Buch veröffentlichte. Vorläufer in dieser Richtung waren zu seiner Zeit besonders Lorenzo Mascheroni und in Frankreich Philippe de la Hire, Charles Bossut und Charles Augustin de Coulomb. Im Gegensatz zu seinen Vorläufern ist er nach Edoardo Benvenuto auch an den Kräften während der Bauphase eines Gewölbes interessiert. Salimbene verfolgte eine geometrische Herangehensweise (die er erst später in analytische Formeln übertrug), war aber als Vorläufer der graphischen Statik des 19. Jahrhunderts nur teilweise erfolgreich (Benvenuto). Sein eigentlicher neuer Beitrag findet sich nach Jean-Victor Poncelet  unter zahlreichen geometrischen Beweisfiguren (im Stil alter Autoren wie Christiaan Huygens) vergraben: Salimbene fand die Stützlinie von Bögen konstanter endlicher Querschnittsdicke und fand, dass sie nicht mehr der Kettenlinie der Idealisierung unendlich dünner Bögen entsprach, wie noch viele Ingenieure bis ins 19. Jahrhundert annahmen.
1788 veröffentlichte er ein Lehrbuch der Statik hervorgegangen aus seinen Vorlesungen. Er veröffentlichte auch über Ballistik.

## Schriften
- Opuscoli di geometria e balistica, 1780
- Degli archi e delle volte, Verna 1787
- Saggio di un nuovo corso di elementi di statica, 1788